# Корнаро, Катерина
Катерина Корнаро (Катарина Корнер; 25 ноября 1454, Венеция — 10 июля 1510) — последний монарх в истории Кипра: правила Кипрским королевством с 1474 по 1489 годы после смерти своего супруга Жака II де Лузиньяна.
Помимо титула королевы Кипра, носила титулы королевы Иерусалима и Армении, а также «дочери Венецианской республики (дочери Святого Марка)», дававшийся дочерям патрициев Венецианской республики, выдаваемым замуж за иностранных монархов.

## В отеческом доме
Родилась во дворце на Гранд-канале в 1454 году в патрицианской семье Корнаро, из которой вышли четыре дожа. В зону торговых интересов рода входил и Кипр, где семья вела производство сахара, экспортируя кипрскую продукцию в Венецию и далее в другие страны Европы.
Её мать происходила из рода Криспо, правившего рядом островов в Эгейском море. Дед Катерины Корнаро был правителем Сироса и Санторини, а прадед — герцогом Наксоса. Среди более дальних предков по линии матери — трапезундский император Иоанн IV и грузинский царь Александр I.

## Брак с королём Кипра
В 1468 году Жак II, также известный в истории как Жак Бастард, становится королём Кипра. В том же году он выбирает в жёны племянницу кипрского негоцианта Андреа Корнаро — венецианку Катерину. Такой выбор был на руку Венецианской республике, так как гарантировал особое положение Венеции на Кипре. В то время Катерине только исполнилось 14 лет.
Обручение состоялось в Венеции, где вместо жениха присутствовало его доверенное лицо. Церемония обручения была пышной и проходила во Дворце дожей.
Отец невесты Марко Корнаро дал за неё огромное приданое. Венеция при этом получила право на владение Кипрским королевством в случае, если Жак и Катерина умрут, не оставив потомства.

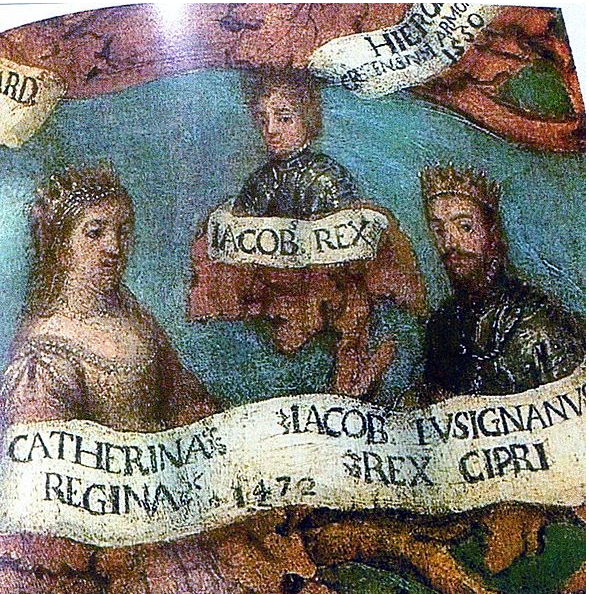
Катерина и Жак

В 1472 году повзрослевшую Катерину Корнаро, считавшуюся согласно титулованию дочерью Святого Марка, то есть Республики, с королевскими почестями проводили на Кипр.
Менее чем через год Жак умирает, и беременная Катерина становится правительницей королевства в качестве регента при сыне, Жаке III, а после его загадочной смерти менее чем через год после рождения, Корнаро становится полноправной королевой.
После смерти короля и наследника страной фактически управляет Совет из восьми человек, большинство из которых составляют испанские советники короля Жака II. Возглавляет Совет дядя королевы Андреа Корнаро. В попытке ограничить влияние венецианцев на королеву, испанцы во главе с архиепископом осуществляют заговор, обвиняя дядю Катерины и его друзей в отравлении короля. Вскоре заговорщики убивают Андреа Корнаро и его племянника. В ответ Венецианская республика отправляет на Кипр эскадру, состоящую из десяти кораблей. Узнав о её приближении, испанцы бежали с острова, а их сторонники были арестованы и казнены адмиралом эскадры Пьетро Мочениго.
После этого островом фактически начинают руководить советники-венецианцы, назначенные дожем Николо Марчелло. Венецианский флот в любой момент был готов отстаивать интересы Кипра. В 1489 году Катерина отказывается от трона, передаёт остров Венецианской республике и окончательно покидает остров 14 мая.

## Последние годы

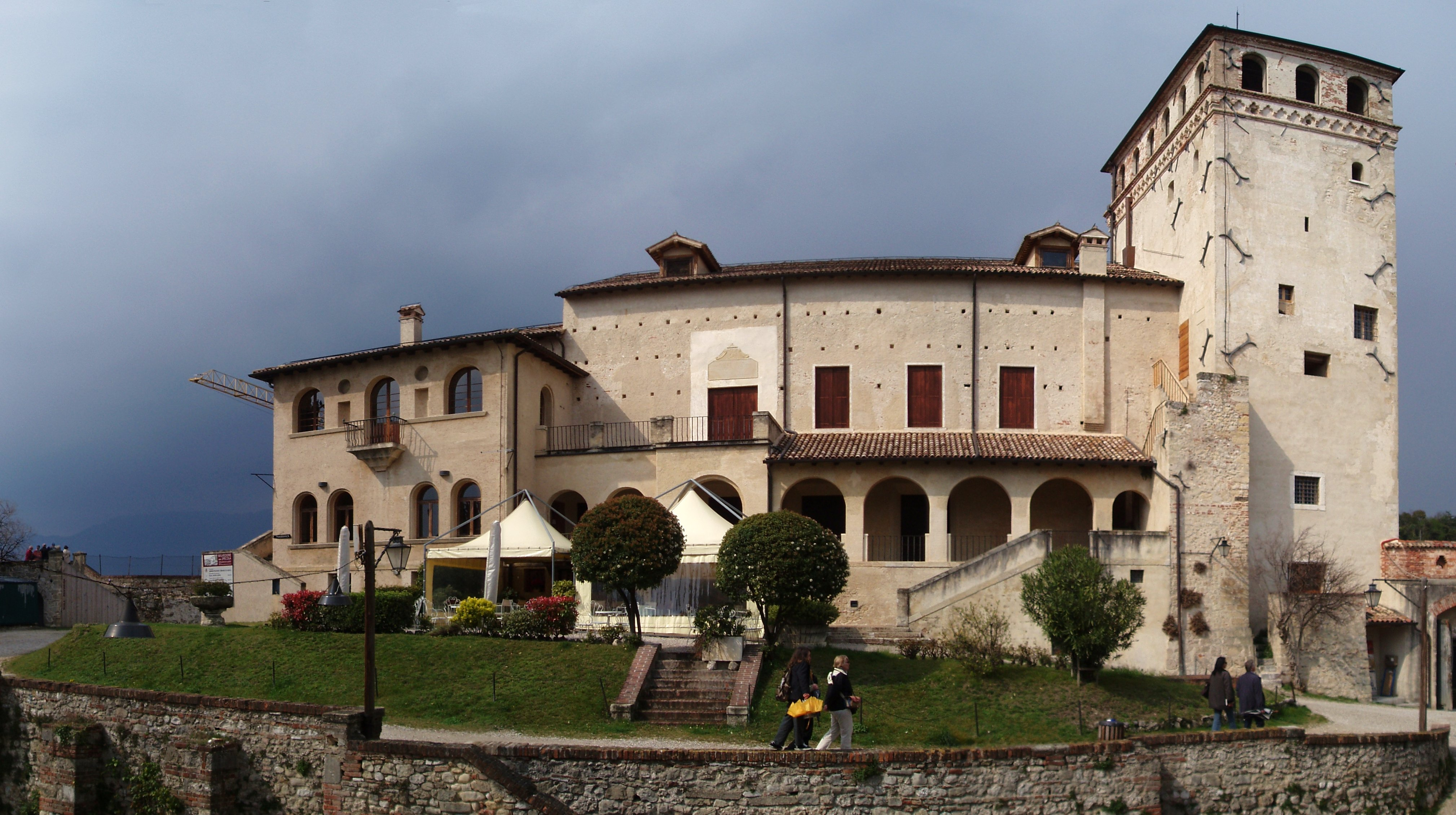
Резиденция Екатерины Кипрской в Азоло

Последнее государство крестоносцев стало колонией Венеции. В качестве компенсации Катерине выделяют синьорию Азоло в предгорьях Альп. При дворе Катерины в Азоло работал молодой Пьетро Бембо, идиллически описавший придворную обстановку в «Азоланских беседах».
Когда в 1509 году в Азоло вторглась армия Камбрейской лиги, Катерина была вынуждена бежать в Венецию, где вскоре умерла. В 1584 году её прах был перенесён из церкви Святых Апостолов в Церковь Сан-Сальвадор, где на средства её племянника была воздвигнута монументальная мраморная гробница по проекту архитектора Антонио Конти.

## В искусстве
В 1540-е гг. Тициан пишет Катерину Корнаро в образе св. Екатерины Александрийской (ныне в Уффици). Сохранился более аутентичный прижизненный портрет королевы, написанный Джентиле Беллини.
На материале биографии последней правительницы Кипра французский романтик Сен-Жорж сочинил либретто, которое легло в основу опер Фроманталя Галеви, Франца Лахнера (обе — 1841) и последней оперы Доницетти (1844).
Азоло, где жила Катерина Корнаро, был любимым городом Роберта Браунинга, который посвятил «королеве Кэт», которая «отвергла корону кипрскую, чтоб госпожой быть в Азоло», вставную песню и несколько дальнейших строк в своей драме «Пиппа проходит» (1841).